# 塞巴斯蒂安·蒂尤-博尔德
塞巴斯蒂安·蒂尤-博尔德（法語：Sébastien Tillous-Borde；1985年4月29日—）是一位法國橄欖球運動員。他是法國國家橄欖球隊的一員，代表法國參加了2015年世界盃橄欖球賽。